# Tyrrheens lantaarntje
Het Tyrrheens lantaarntje (Ischnura genei), vroeger Tyrreense grasjuffer genoemd, is een libellensoort uit de familie van de waterjuffers (Coenagrionidae). Deze soort lijkt veel op het lantaarntje, en is de vervanger van die soort op de eilanden in de Tyrreense Zee. De Nederlandstalige naam is ontleend aan Libellen van Europa.
De soort staat op de Rode Lijst van de IUCN als niet bedreigd, beoordelingsjaar 2009, de trend van de populatie is volgens de IUCN stabiel. Het Tyrrheens lantaarntje komt voor op Corsica, Sardinië, Sicilië, Malta, Capraia en Giglio.
De wetenschappelijke naam van de soort werd, als Agrion genei, in 1842 gepubliceerd door Jules Pierre Rambur.